# ルアンパバーン駅
ルアンパバーン駅（ラーオ語: ສະຖານີ ຫຼວງພະບາງ）はラオスの都市ルアンパバーンにあるラオス中国鉄道ヴィエンチャン・ボーテン線の主要貨客駅である。

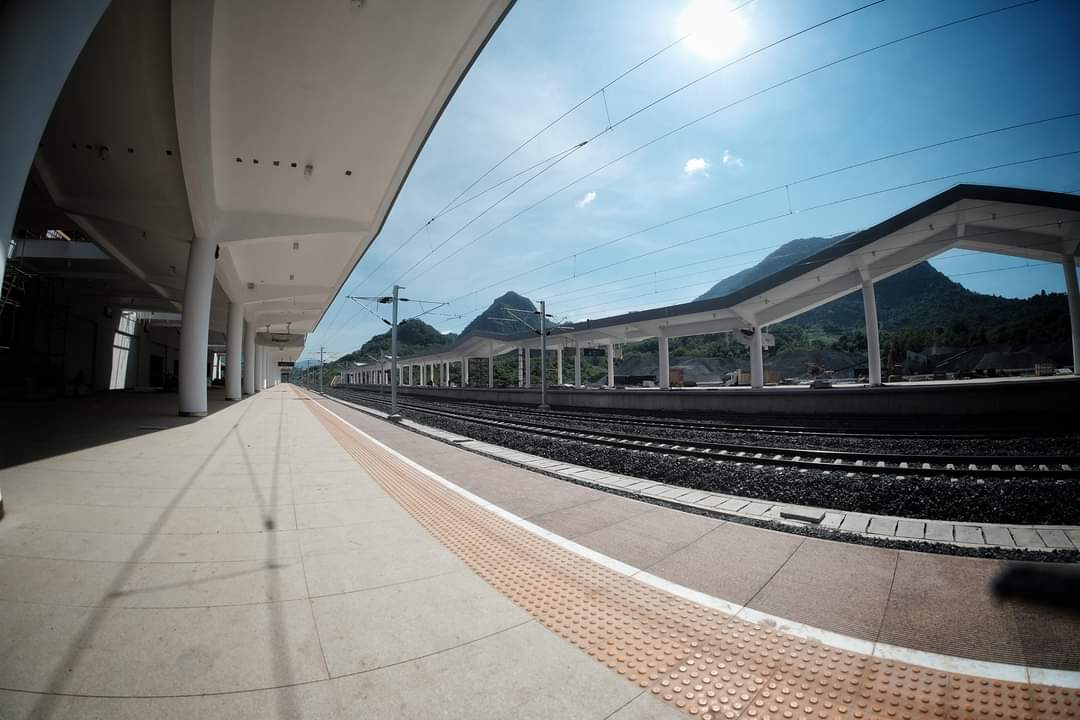
建設中のプラットホーム

## 概要
ルアンパバーン中心部より東に12km程の標高約330mの郊外にあり、広さ7,970平方メートルの敷地には対面式プラットホーム2面4線、(中央部2線は通過線)および貨物専用駅が2線の構造となっており、駅舎は1,200人の乗客を収容できる。2021年11月10日、完成した。
2021年12月3日、ラオス中国鉄道の全線開業に伴い、運用を開始した。